# エドゥアール・ンギレンテ
エドゥアール・ンギレンテ（Édouard Ngirente、1973年2月22日 - ）は、ルワンダの経済学者、政治家。2017年8月30日から2025年7月23日まで、第10代首相を務めた。日本外務省公式サイトではエドワード・ンギレンヘとなっている。
ベルギーのルーヴァン・カトリック大学で経済学の博士号を取得し、ルワンダ国立大学で国際経済学の学士号を取得している。2011年から2017年まで世界銀行エグゼクティブディレクターのアドバイザーを務め、2017年には世界銀行事務局長のシニアアドバイザーに就任した。世界銀行時代に経済研究に積極的に参加し、ルワンダの農業市場に焦点を当てた地域固有の市場と経済的課題に関する論文を執筆した。国内の税金徴収や環境を保護することを奨励するキャンペーンも、経済的及び環境的により持続可能な未来を創造することを意図して開始させた。ンギレンテはまた、大陸全体の家族計画の取り組みを提唱してアフリカ諸国を訪問。
ンギレンテは2017年8月30日にアナスターズ・ムレケジの後継者に任命された。ンギレンテはルワンダの第10代首相となり、1994年のツチに対する大量虐殺以来6番目の首相となる。これにより、ンギレンテ内閣が発足した。
2025年7月23日、ンギレンテは首相を解任され、中央銀行副総裁のジャスティン・ンセンギユンヴァが新たな首相に任命された。ンギレンテが解任された理由の説明はなかった。